# Giuseppe Guarino (regista)
Giuseppe Guarino (Alessandria d'Egitto, 25 gennaio 1885 – Roma, 12 febbraio 1963) è stato un ballerino, regista e sceneggiatore italiano.

## Biografia
Nato in Egitto, torna in Italia e frequenta corsi per il ballo classico presso la scuola di danza di Roma, dopo il diploma svolge, attività in vari corpi di ballo italiani per poi entrare negli ambienti del cinema muto del periodo, come soggettista e sceneggiatore.
Debutta nella regia nel 1917 con la pellicola La serata di gala di Titina al quale seguono una svariata serie di film ad episodi, alla fine degli anni venti emigra prima in Francia poi in Inghilterra dove gira 16 opere, tornato in patria inizia il suo lavoro nel cinema sonoro con la commedia Un bacio a fior d'acqua, del 1936 che passò quasi inosservato dal grande pubblico, a cui fecero seguito alcuni film polizieschi, anch'essi non molto apprezzati né dalla critica, né dal pubblico; negli anni cinquanta passò a dirigere alcuni melodrammi strappalacrime a tinte fosche, molto in auge in quel periodo tra il pubblico, che ebbero invece un discreto successo, per poi cadere però nel dimenticatoio come semplice direttore di produzione; morì a Roma nel 1963.

## Filmografia

### Regista
- L'amante del re di Volinia (1918)
- Satanella (1919)
- La vendetta di una pazza (1919)
- Il cadavere accusatore (1919)
- Il furto di un sentimento (1919)
- Il bacio di un re (1919)
- La danzatrice di tango (1920)
- Nina la poliziotta (1920)
- Gli artigli d'acciaio (1920)
- La Dame au ruban de velours (1923)
- Un bacio a fior d'acqua (1936)
- L'ospite di una notte (1939)
- Leggenda azzurra (1940)
- Il fantasma della morte (1946)
- Serenata tragica (1951)
- Addio, figlio mio! (1953)
- Mai ti scorderò (1956)

### Sceneggiatore
- Voglio vivere con Letizia, regia di Camillo Mastrocinque - soggetto (1938)
- L'ultima carta, regia di Piero Ballerini - sceneggiatura (1939)
- L'ospite di una notte (1939)
- Addio, figlio mio! (1952)
- Mai ti scorderò (1956)
- Il magnaccio, regia di Franco De Rosis - sceneggiatura (1967)